# سیتروس‌اسپرینگ (فلوریدا)
سیتروس‌اسپرینگ (به انگلیسی: Citrus Springs) یک منطقهٔ مسکونی در ایالات متحده آمریکا است که در شهرستان سیتروس، فلوریدا واقع شده‌است. سیتروس‌اسپرینگ ۵۴٫۸ کیلومتر مربع مساحت و ۸٬۶۲۲ نفر جمعیت دارد و ۲۹ متر بالاتر از سطح دریا واقع شده‌است.